# Ratko Martinović
Ratko Martinović, bosansko-hercegovski general, * 1915, † 1994.

## Življenjepis
Martinović, poklicni častnik, je bil med vojno načelnik GŠ NOV in PO Srbije. Po vojni je bil med drugim predavatelj na VVA JLA.